# Panzer I
Panzerkampfwagen I (чит. як «панцеркамфваґен 1»; також  Pz. Kpfw. I або скорочено Panzer I, Pz. I, чит. як «панцер 1»; в радянській літературі традиційно позначався як Т-1) — німецький легкий танк 1930-х років. Призначався для бойових дій і тренування танкових екіпажів.
За німецької відомчої системи позначень військової техніки носив індекс Sd.Kfz.101. Перший німецький серійний панцерник/танк після закінчення Першої світової війни, Panzer I був розроблений в 1930—1934-х роках фірмами «Friedrich Krupp AG» («Крупп») і «Daimler-Benz» («Даймлер-Бенц»). Серійно виготовлявся з 1934 по 1937, всього було випущено 1574 танків цього типу. Через заборону Німеччині розробляти, випускати й мати на озброєнні танки будь-якого типу класифікувався як «малий сільськогосподарський трактор».
У середині 1930-х років Pz.Kpfw.I склав основу щойно створених німецьких бронетанкових військ і залишався в цій ролі аж до 1937 року, коли почалося масове виробництво досконаліших танків. Перше бойове застосування танка відбулося в 1936 р. в ході Громадянської війни в Іспанії, пізніше танк активно використовувався німецькими військами на початковому етапі Другої світової війни. До 1941—1942 рр. він був повністю замінений сучаснішими танками і через граничну застарілість знятий з озброєння, проте в ролі навчально-тренувальної машини Panzer I використовувався аж до кінця війни. Крім Вермахту, Panzer I поставлявся, в основному в незначних кількостях, в ряд інших країн, у тому числі в Іспанію, де танки цього типу продовжували експлуатуватися аж до кінця 1940-х років.

## Історія створення та виробництва

### Kleintraktor / La.S.
За умовами Версальського мирного договору, Німеччині, яка зазнала поразки в Першій світовій війні було заборонено мати бронетанкові війська, за винятком незначної кількості бронеавтомобілів для потреб поліції. Крім політичних причин, в 1920-х роках цьому перешкоджали й причини економічні — промисловість Німеччини, розорена війною і ослаблена повоєнними репараціями і відторгненнями, була практично нездатна до виробництва бронетехніки. Проте, вже з 1925 року Управлінням озброєнь рейхсвера таємно велися роботи з створення нових танків, що у 1925—1930-ах призвели до створення декількох дослідних зразків, котрі, проте, не пішли в серію через виявлені численні конструктивні недоліки, але послужили базою для подальшого розвитку німецького танкобудування.
Історія машини, що стала пізніше відомою як Panzerkampfwagen I, стартувала на початку 1930 року, коли Управлінням озброєнь рейхсверу була ініційована розробка нової машини, що, для збереження секретності, іменувалася «малим трактором» (нім. Kleintraktor). Передбачалося використання «малого трактора» в ролі розвідувальної машини, бази для створення САУ, тягача; можливість ж використання такої малої машини як легкого танка була під питанням. Замовлення на розробку машини було видане фірмі «Крупп». Згідно з початковими вимогами, сформульованими Управлінням озброєнь, маса «малого трактора», оснащеного двигуном повітряного охолодження потужністю 60 к. с., не повинна була перевищувати трьох тонн. Як озброєння для нього передбачалася 20-мм автоматична гармата.
Перший проект «малого трактору», технічний опис якого було представлено «Крупп» 2 червня 1931 р., значно відрізнявся від майбутнього Pz.Kpfw.I. Оригінальною стороною цієї машини було компонування, яке передбачало розташування двигуна і трансмісії в лобовій частині, а бойового відділення і механізмів повороту разом з ведучими колесами — у кормовій. Розробник обґрунтовував подібне компонування як збільшенням обсягу бойового відділення, так і кращим розподілом навантаження на ходову частину, сприятливим для машини, яку планувалося використовувати в ролі тягача. Бронювання машини мало становити 13 мм в лобовий і бортовій частинах, 10 мм — у кормовій і 5 мм — у ділянці днища. Горизонтально-опозитний 4-х циліндровий карбюраторний двигун повітряного охолодження потужністю 60 к. с. мав надавати 3,5-тонній машині з екіпажем з двох осіб максимальну швидкість до 45 км/год. Розробка «надбудови» (верхньої частини корпусу), що ніяким чином не нагадувала трактор, велася паралельно з розробкою шасі у вигляді окремої програми. Початковий варіант надбудови, технічний опис якої було представлено фірмою «Крупп» 28 липня 1931 року, передбачав встановлення в рубці в лобовій частині корпусу 20-мм гармати в установці з обмеженими кутами обстрілу.
Проте, цей початковий варіант «малого трактору» так і не вийшов за стадію макетів. На той час були закінчені випробування прототипу «легкого трактора», що проводилися в 1930 році та показали схильність танка з кормовими провідними колесами до спадання гусениць. У зв'язку з цим, Управління озброєнь 18 вересня 1931 видало фірмі «Крупп» замовлення на перекомпонування шасі, з розташуванням двигуна в кормовій частині, а провідних коліс — в лобовій. 21 грудня 1931 фірмою «Крупп» була названа вартість контракту — 13 000 рейхсмарок за виготовлення підвіски й 30 700 рейхсмарок за збірку зразка шасі, а також терміни його виконання — прототип шасі повинен був бути готовий до травня 1932 року. 5 березня 1932 Управління озброєнь уклало з «Крупп» контракт, який передбачав до 30 червня 1932 виготовлення одного шасі «малого трактора» (нім. Kleinstraktor-Fahrgestell), що відповідав, крім іншого, наступним вимогам:
- маса шасі не більше 2650 кг;
- комерційний карбюраторний двигун повітряного охолодження «Крупп» M 301 потужністю 60 к. с.;
- максимальна швидкість не менше 45 км/год;
- можливість здолати максимальний підйом — не менш як 35°;
- кругове 12,4-мм бронювання, що захищає від бронебійних куль гвинтівкового калібру.

Управлінням озброєнь планувалося, що «Крупп» візьме за основу при розробці ходової частини британський легкий трактор фірми «Карден-Лойд», три екземпляри якого планувалося під прикриттям придбати у Великій Британії й надати конструкторам для вивчення. Однак, перший зразок цієї машини було закуплено тільки в січні 1932 р., а інші два і зовсім прибули до Німеччини лише 11 жовтня того ж року. Тим часом, «Крупп», що мала в своєму розпорядженні для вивчення тільки фотографії або креслення «Карден-Лойда», 9 листопада 1931 вже надала Управлінню озброєнь попередні креслення підвіски, що істотно відрізнялися від британського зразка.
Паралельно з розробкою шасі, незалежно від цього велася й розробка «надбудови» (верхньої частини броньового корпусу) (нім. Aufbau). Перший проект, розробка якого була доручена фірмі «Крупп», передбачав установлення рубки з 20-мм автоматичною гарматою і кулеметом, змонтованими в лобовому броньовому листі в кульових установках. «Крупп» повинна була завершити розробку надбудови до 1 листопада 1932 року, однак 13 жовтня Управління озброєнь ухвалено рішення про заміну 20-мм гармати другим кулеметом, а згодом і зовсім про припинення робіт у цьому напрямку, на користь варіанту надбудови з баштою зі спареними кулеметами, розробка якої була доручена «Крупп» ще в липні 1932 року. Крім «Крупп» розробка надбудови була паралельно доручена також фірмі «Daimler-Benz».

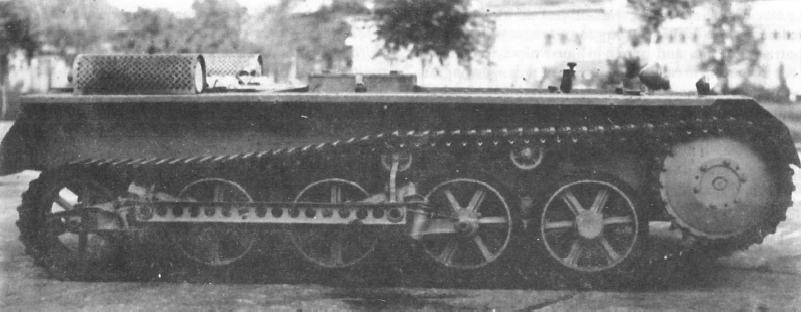
Перший прототип Kleintraktor

У процесі створення шасі, Управлінням озброєнь неодноразово вносилися коректування в початкові вимоги, що стосувалися окремих вузлів і агрегатів. Обумовлений у контракті термін — 30 червня, фірмою «Крупп» витриманий не був. Готове шасі було вперше представлено фахівцям Управління озброєнь лише 29 липня 1932 ((Джерело: T. Jentz.: Panzerkampfwagen I Vol.1|сторінки = 7)). На випробуваннях шасі продемонструвало гарну маневреність і м'якість підвіски. Разом з тим, потужність встановленого на шасі двигуна, не перевищувала 52 к. с., і була явно недостатня, тому шасі, яке виявилося ще й на 300 кг важче обумоівленої в контракті маси, зуміло на демонстраційних випробуваннях розвинути максимальну швидкість лише 28 км/год. Подальші випробування двигуна M 301, який передбачався до встановлення на «малий трактор», показали його нездатність розвинути потужність більше 54 к. с., проти заявлених «Крупп» 60 к. с., у зв'язку з чим фірмі було рекомендовано розглянути інші рухові установки або знайти шляхи підвищення потужності існуючої. Проте, надалі шасі з встановленими на ньому допрацьованим двигуном M 301 показало кращі результати, досягнувши максимальної швидкості в 42 км/год. Після подальших доробок, що стосувались, в основному, ходової частини, перший прототип «малого трактори» 19 вересня 1932 р. був офіційно прийнятий комісією Управління озброєнь.
Розробка шасі велася в рамках первинних вимог, що передбачали створення, фактично, кулеметної танкетки, однак в 1932 році ці пріоритети були змінені. Зі зростанням інтересу у військових колах рейхсверу до можливостей танків, в 1932 у Управлінням озброєнь був організований конкурс на створення легкого танка масою до 5 тонн. У конкурсі взяли участь фірми «Daimler-Benz», «MAN», «Хеншель», «Rheinmetall», а також «Крупп», з уже наявним у неї проектом «малого трактора», який і був у результаті обраний Управлінням озброєнь для створення майбутнього танка.
У січні-лютому 1933-го, проект «малого трактора» був дороблений фірмою «Крупп» з урахуванням висловлених в ході випробувань зауважень, після чого Управлінням озброєнь в лютому-березні був виданий замовлення на виготовлення ще п'яти шасі до 15 липня того ж року, за ціною 37 800 рейхсмарок за одиницю. Цього разу шасі повинні були бути виготовлені вже з броньовий хромоникельовой стали і передбачалося встановити на них «надбудови» з кулеметною баштою, розробка яких велася паралельно іншою фірмою. Терміни виготовлення «Крупп» знову витримані не були і першими шасі було прийняте комісією лише 25 липня, а чотири інших — 4 серпня 1933-го. Розробка «надбудови» ж ще більше затягувалася і ці п'ять шасі ними так ніколи обладнані не були.
1 липня 1933 Управління озброєнь повідомило «Крупп» про свої плани з розміщення на фірмі замовлення на 150 шасі першої серії «малого трактору». Одночасно, майбутньому Pz.Kpfw.I було присвоєно нове кодове позначення — «сільськогосподарський тягач» (нім. Landwirtschaftliche Schlepper або La.S.). До 1935-го з метою конспірації використовувалося також позначення трактор «Крупп» (нім. Krupp-Traktor). За попереднім планом, «Крупп» бралася зібрати перші 20 шасі до 31 грудня 1933 року, ще 30 — до кінця січня 1934 року і далі випускати по 25 шасі на місяць з тим, щоб виконати замовлення до 25 травня 1934 року. Планувалося, що друга серія шасі, також у кількості приблизно 150 одиниць, початок випуску якої було заплановано на жовтень 1934 року, буде замовлена в квітні того ж року і цього разу розподілена, крім «Крупп», також і між іншими фірмами — «Daimler-Benz», «MAN», «Хеншель», «Rheinmetall» і «Grusonwerk». У підсумку, однак, укладений в липні 1933 року контракт на виготовлення першої серії La.S. був розподілений між «Крупп», яка повинна була випустити 135 шасі та іншими п'ятьма перерахованими фірмами, кожна з яких повинна була зібрати по три шасі.
Початкові терміни виробництва La.S. фірмою «Крупп» були незабаром скореговані Управлінням озброєнь, згідно з остаточно затвердженими планами, перші 10 шасі повинні були бути зібрані в грудні 1933 року, щоб надалі досягнути цифри випуску в 25 машин щомісяця. Однак «Крупп» знову не витримала терміни початку постачань шасі, першими з яких були прийняті лише 25-26 січня 1934 року. Надалі, виробництво La.S. також відставало від плану, але у підсумку «Крупп» все ж таки вдалося виконати замовлення до жовтня 1934, коли повинно було початися виробництво другої серії. Вдалося виконати план і решті п'яти фірмам. Планувалося, що з березня 1935-го на всі 150 шасі перші серії будуть встановлені броньові «надбудови» з баштою, виробництво яких повинно було початися в тому ж році. Але надбудови, зібрані фірмою «Крупп», не витримали випробувань та Управлінням озброєнь прийняті не були. В результаті, замовлення «Крупп» на подальше виробництво надбудов Управлінням озброєнь було скасовано і всі подальші роботи в цьому напрямку були доручені «Даймлер-Бенц». Шасі ж перші серії забезпечені верхньою частиною броньового корпусу так і не були і застосовувалися лише для навчально-тренувальних цілей. Лише на 20 з них у 1935 році були встановлені спрощені надбудови з баштою, зібрані з неброневой сталі, з якими вони нетривалий час використовувалися в навчаннях.

### Panzerkampfwagen I Ausf.A

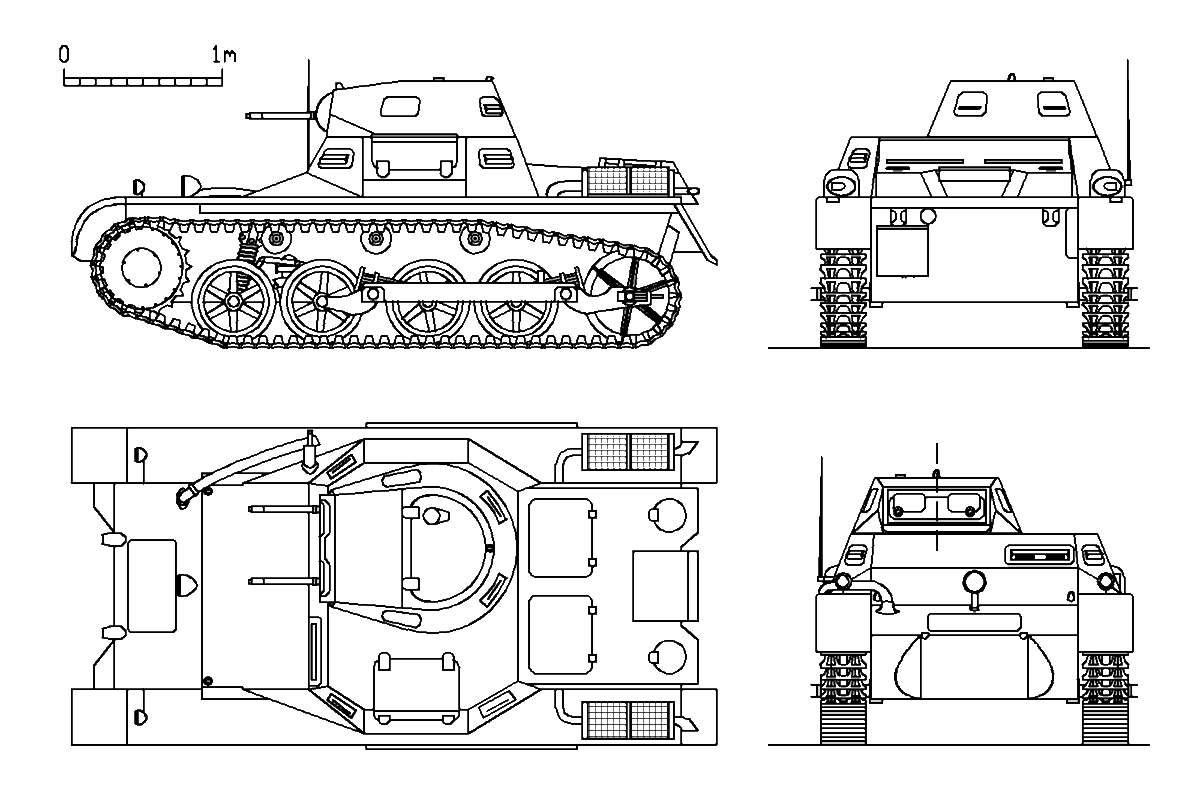
Panzerkampfwagen I Ausf.A

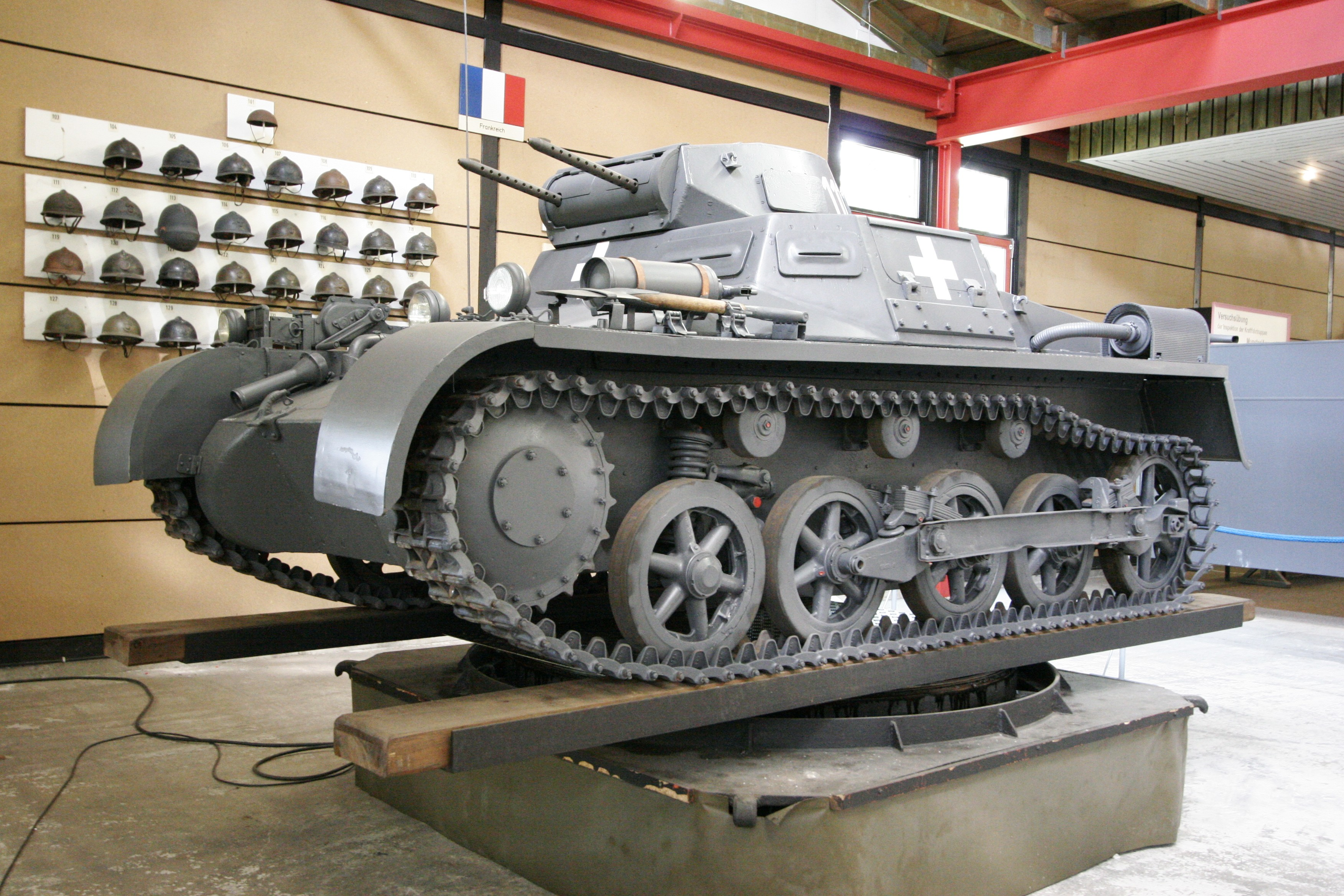
Музейний Panzerkampfwagen I Ausf.A періоду Польської кампанії

### Panzerkampfwagen I Ausf.B

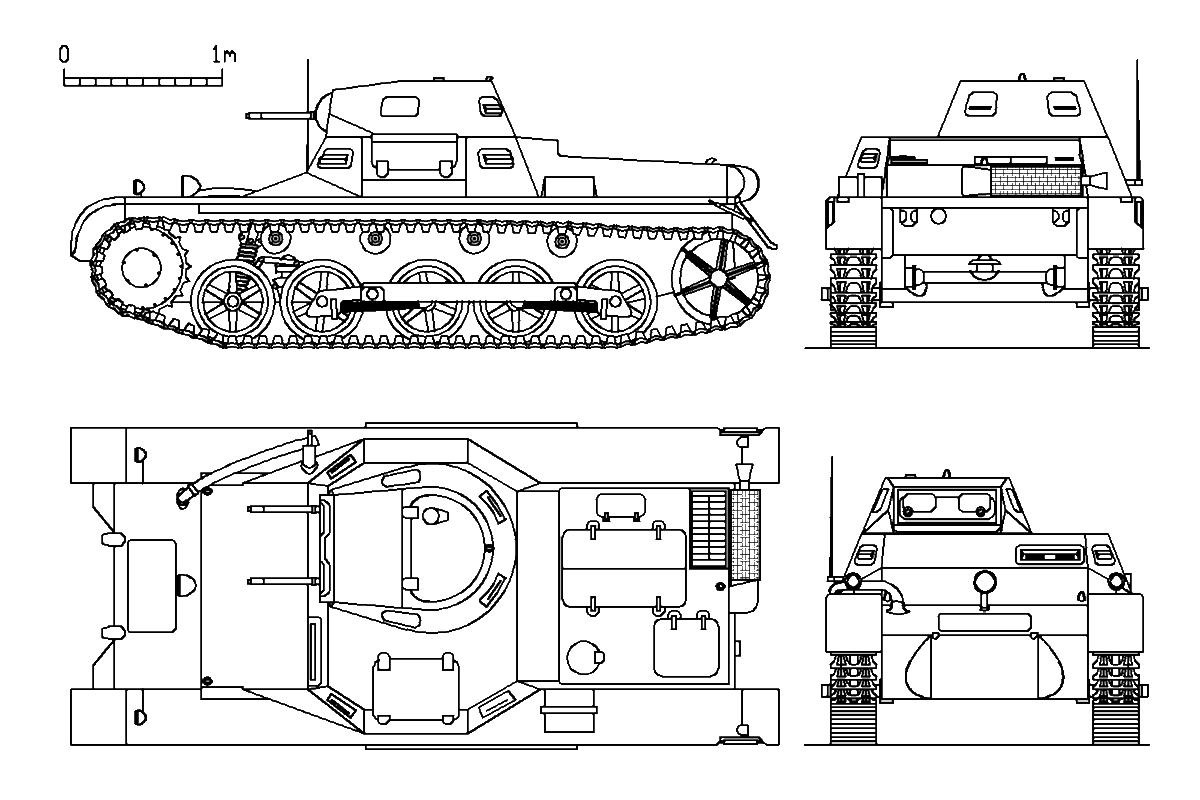
Panzerkampfwagen I Ausf.B

Причиною появи другої модифікації Panzer I стала недостатня потужність двигуна «Крупп» M301, встановленого на Panzer I Ausf.A. Вже з самого початку випробувань першого прототипу, коли з'ясувалося, що з цим двигуном шасі не може розвинути швидкість понад 28 км/год, Управління озброєнь доручило фірмі «Крупп» розглянути інші варіанти двигуна. Хоча надалі, після доопрацювання, прототип зумів показати кращі результати і вирішено було почати його виробництво, не втрачаючи час на пошуки нового двигуна і роботи з його встановлення, роботи з пошуку нового двигуна для танка продовжувалися.

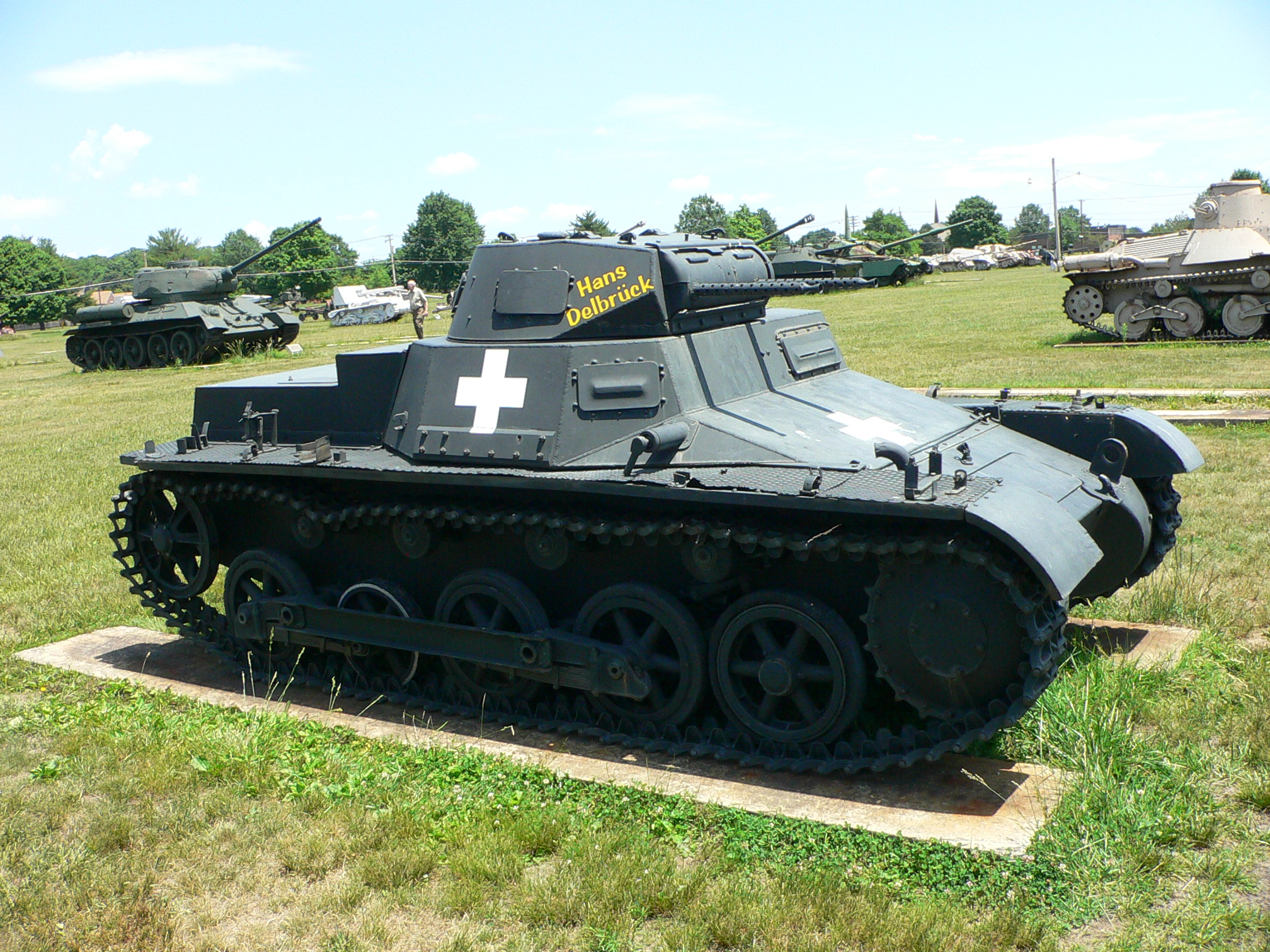
Музейний Panzerkampfwagen I Ausf.B періоду Польської кампанії

У листопаді 1932, фірмою «Крупп» був представлений попередній проект установки на шасі «малого трактора» V-подібного 8 — циліндрового двигуна повітряного охолодження потужністю 80 к. с. При цьому «Крупп» відразу уточнила, що при встановленні такого двигуна на стандартне шасі, об'єм бойового відділення зменшується і, щоб зберегти можливість встановлення на шасі броньової надбудови з кулеметною баштою, потрібно його подовження приблизно на 220 мм, а також переробка ходової частини підняттям лінивця з ґрунту. В 1933—1934 рр. було розглянуто ряд двигунів виробництва різних фірм і, в підсумку, до 1935 р. Управління озброєнь зупинилося на рядному 6-ти циліндровому двигуні рідинним охолодженням NL 38 Tr потужністю 100 к. с., створеному фірмою «Майбах». Оскільки цей двигун також не вміщувався в моторному відділенні стандартного шасі La.S, для нього було використано раніше створене фірмою «Крупп» подовжене шасі, яке відрізнялося додаванням у ходову частину п'ятого опорного і четвертого підтримуючого ковзанка, а також підняттям лінивця з ґрунту. Цей варіант шасі одержав назву La.S.-May., а модифікація Panzer I на його базі отримала позначення Panzerkampfwagen I Ausführung B(Ausf.B). Також для модифікацій Panzer I використовувалися позначення нім. mit Kruppmotor з мотором «Крупп» та — нім. mit Maybachmotor з двигуном «Майбах». За винятком подовженого корпусу і ходової частини, а також заміни рухової установки і частини трансмісії, іншим істотним змінам, у порівнянні з Panzer I Ausf.A, танк не піддавався.
До 15 січня 1936 р., Управлінням озброєнь було видане замовлення на виробництво 325 Panzer I Ausf.B, щоб таким чином довести кількість випущених Pz.Kpfw.I до 1500 одиниць. Контракти на виробництво танків були розподілені між фірмами «Daimler-Benz», «Хеншель», «MAN» і «Krupp-Gruson-Werk». Після ухвалення рішення про виділення 72 з замовлених шасі для виробництва командирських танків, було видане замовлення на додаткову серію з 150 машин, також розподілене між чотирма вище зазначеними фірмами. Точні графіки виробництва, як і у випадку з Panzer I Ausf.A, для Ausf.B невідомі, але поставка замовлених танків у війська була завершена до середини 1937-го року. Всього було випущено 399 танків цієї модифікації, у двох серіях, по 253 і 146 одиниць.

### Навчальні машини
Крім 150 шасі La.S. першої серії, переобладнаних у навчально-тренувальні машини, фірма «Крупп-Грузонверк» отримала від Управління озброєнь замовлення на випуск подібних машин уже на шасі Panzer I Ausf.B. Нові машини, що отримали назву Schulfahrzeuge («навчальна машина» або «навчальне шасі»), відрізнялися від танків лише відсутністю броньованої надбудови над бойовим відділенням; та верхом моторного відсіку, захищеним тонкими листами неброневой сталі; а також наявністю поручнів на надгусеничних полицях. Виробництво Schulfahrzeuge здійснювалося фірмами «Krupp-Gruson-Werk», «Хеншель», «Daimler-Benz» і MIAG в чотири серії — 5b, 6b 7b і 8b Serie. Загальний випуск Schulfahrzeuge в 1936—1937 роках склав 295 одиниць.
Ще одним варіантом навчальної машини на шасі Panzer I Ausf.B стали Umsetz-Fahrzeuge, що відрізнялися від попереднього варіанту передбаченням можливості розміщення броньової надбудови із баштою, що перетворювало б їх у повноцінні танки. Для цього, надбудова над моторним відсіком виготовлялася з листів броньової сталі повної товщини; а також на шасі встановлювалися вузли кріплення, необхідні для встановлення надбудови із баштою. Усього в 1937 — 1938 роках фірмами «Грузонверк» і «Хеншель» було випущено дві серії шасі моделі Umsetz-Fahrzeuge загальною кількістю 147 одиниць. Наказом від 2 жовтня 1937 року, частинам офіційно було дозволено силами ремонтних майстерень переобладнати до 24 Pz.Kpfw.I Ausf.A зі складу кожної частини в імпровізовані навчальні машини, за зразком заводських. Зняті з цих машин броньові надбудови з баштами потім, після дрібних переробок, встановлювалися на шасі Umsetz-Fahrzeuge; перетворюючи їх, таким чином, на повноцінні танки.

## Модифікації
- Kleintraktor — прототипи шасі, зібрано 6 одиниць.
- La.S. Umbauten (Krupp-Traktor, Panzerkampfwagen I ohne Aufbau) — перша серія шасі для танка, згодом переобладнаних у навчальні машини, випущено 150 одиниць.
- Panzerkampfwagen I Ausf.A — перша серійна модифікація танка, з двигуном «Крупп», корпус та башта зварні, ходова частина з 5 опорними котками на борт, останній з яких виконував роль направляючого колеса. Компоновка, що стала класичною для німецьких танків, — двигун ззаду, трансмісія спереду. Випущено 1175 одиниць.
- Panzerkampfwagen I Ausf.B — друга серійна модифікація танка, ходова частина подовжена на один опорний коток, а направляюче колесо підняте з ґрунту. Маса виросла до 5,8 тонн, довжина — до 4420 мм. Встановлені кулемети MG-34, боєкомплект — 2250 патронів. Двигун Maybach NL 38TR потужністю 100 к. с. В решті конструкція танка практично не змінилася. Випущено 399 одиниць.
- Schulfahrzeug — навчальна машина на шасі Panzer I Ausf.B, без броньовий надбудови над відділенням управління. Випущено 295 одиниць.
- Umsetz-Fahrzeug — навчальна машина на шасі Panzer I Ausf.B, що зберігала можливість переобладнання в танк шляхом установки броньовий надбудови. Випущено 147 одиниць.
- LKA — експортний варіант танка на базі Panzer I, з укороченим шасі та 8-циліндровим двигуном «Крупп», зібраний один прототип.
- LKB — експортний варіант танка на базі Panzer I Ausf.B, з 8-циліндровим двигуном «Крупп», зібрано три прототипи.

| Виробничі серії Panzer I |                     |                        |                     |                            |                                     |
| Позначення серії         | Число машин в серії | Номери шасі (Fgst.Nr.) | Виробник            | Дати випуску               | Розшифровка                         |
| Kleintraktor             | 1                   | 8000                   | «Крупп»             | березень-липень 1932       | Перший прототип «малого трактора»   |
| Kleintraktor             | 5                   | 8001-8005              | «Крупп»             | березень-серпень 1933      | Передсерійні шасі «малого трактора» |
| 1. Serie La.S.           | 150                 | 8011-8803              |                     | липень 1933 — жовтень 1934 | Перша серія шасі "трактора «Крупп»  |
| 1. Serie La.S.           | 135                 | 8011-8145              | «Крупп»             | липень 1933 — жовтень 1934 | Перша серія шасі "трактора «Крупп»  |
| 1. Serie La.S.           | 3                   | 8401-8403              | «Krupp-Gruson-Werk» | липень 1933 — жовтень 1934 | Перша серія шасі "трактора «Крупп»  |
| 1. Serie La.S.           | 3                   | 8501-8503              | M.A.N.              | липень 1933 — жовтень 1934 | Перша серія шасі "трактора «Крупп»  |
| 1. Serie La.S.           | 3                   | 8601-8603              | «Rheinmetall»       | липень 1933 — жовтень 1934 | Перша серія шасі "трактора «Крупп»  |
| 1. Serie La.S.           | 3                   | 8701-8703              | «Хеншель»           | липень 1933 — жовтень 1934 | Перша серія шасі "трактора «Крупп»  |
| 1. Serie La.S.           | 3                   | 8801-8803              | «Daimler-Benz»      | липень 1933 — жовтень 1934 | Перша серія шасі "трактора «Крупп»  |
| 2. Serie La.S.           | 863 (848)           | 9001-10415             |                     | 1934 — вересень 1936       | Перша серія Panzer I Ausf.A         |
| 2. Serie La.S.           | 205                 | 9001-9205              | «Krupp-Gruson-Werk» | 1934 — вересень 1936       | Перша серія Panzer I Ausf.A         |
| 2. Serie La.S.           | 27                  | 9207-9233              | «Krupp-Gruson-Werk» | 1934 — вересень 1936       | Перша серія Panzer I Ausf.A         |
| 2. Serie La.S.           | 81                  | 9235-9315              | «Krupp-Gruson-Werk» | 1934 — вересень 1936       | Перша серія Panzer I Ausf.A         |
| 2. Serie La.S.           | 15                  | 9351-9365              | «Krupp-Gruson-Werk» | 1934 — вересень 1936       | Перша серія Panzer I Ausf.A         |
| 2. Serie La.S.           | 160                 | 9501-9660              | M.A.N.              | 1934 — вересень 1936       | Перша серія Panzer I Ausf.A         |
| 2. Serie La.S.           | 110                 | 9801-9910              | «Rheinmetall»       | 1934 — вересень 1936       | Перша серія Panzer I Ausf.A         |
| 2. Serie La.S.           | 150                 | 10001-10150            | «Хеншель»           | 1934 — вересень 1936       | Перша серія Panzer I Ausf.A         |
| 2. Serie La.S.           | 115                 | 10301-10415            | «Daimler-Benz»      | 1934 — вересень 1936       | Перша серія Panzer I Ausf.A         |
| 3. Serie La.S.           | 152                 | 9206-10435             |                     | 1934 — вересень 1936       | Друга серія Panzer I Ausf.A         |
| 3. Serie La.S.           | 2                   | 9206, 9234             | «Krupp-Gruson-Werk» | 1934 — вересень 1936       | Друга серія Panzer I Ausf.A         |
| 3. Serie La.S.           | 35                  | 9316-9350              | «Krupp-Gruson-Werk» | 1934 — вересень 1936       | Друга серія Panzer I Ausf.A         |
| 3. Serie La.S.           | 40                  | 9661-9700              | M.A.N.              | 1934 — вересень 1936       | Друга серія Panzer I Ausf.A         |
| 3. Serie La.S.           | 36                  | 9911-9930              | «Rheinmetall»       | 1934 — вересень 1936       | Друга серія Panzer I Ausf.A         |
| 3. Serie La.S.           | 35                  | 10151-10185            | «Хеншель»           | 1934 — вересень 1936       | Друга серія Panzer I Ausf.A         |
| 3. Serie La.S.           | 20                  | 10416-10435            | «Daimler-Benz»      | 1934 — вересень 1936       | Друга серія Panzer I Ausf.A         |
| 4. Serie La.S.           | 175                 | 9366-10476             |                     | 1934 — вересень 1936       | Третя серія Panzer I Ausf.A         |
| 4. Serie La.S.           | 40                  | 9366-9405              | «Krupp-Gruson-Werk» | 1934 — вересень 1936       | Третя серія Panzer I Ausf.A         |
| 4. Serie La.S.           | 30                  | 9931-9960              | «Rheinmetall»       | 1934 — вересень 1936       | Третя серія Panzer I Ausf.A         |
| 4. Serie La.S.           | 64                  | 10186-10249            | «Хеншель»           | 1934 — вересень 1936       | Третя серія Panzer I Ausf.A         |
| 4. Serie La.S.           | 41                  | 10436-10476            | «Daimler-Benz»      | 1934 — вересень 1936       | Третя серія Panzer I Ausf.A         |
| 5 a.Serie La.S.          | 300 (253)           | 10478-14566            |                     | 1936-1937                  | Перша серія Panzer I Ausf.B         |
| 5 a.Serie La.S.          | 60 (30)             | 10478-10537            | «Daimler-Benz»      | 1936-1937                  | Перша серія Panzer I Ausf.B         |
| 5 a.Serie La.S.          | 108 (107)           | 12501-12608            | «Хеншель»           | 1936-1937                  | Перша серія Panzer I Ausf.B         |
| 5 a.Serie La.S.          | 66                  | 13501-13566            | «M.A.N.»            | 1936-1937                  | Перша серія Panzer I Ausf.B         |
| 5 a.Serie La.S.          | 66 (50)             | 14501-14566            | «Krupp-Gruson-Werk» | 1936-1937                  | Перша серія Panzer I Ausf.B         |
| 6 a.Serie La.S.          | 146                 | 10538-14720            |                     | 1936-1937                  | Друга серія Panzer I Ausf.B         |
| 6 a.Serie La.S.          | 30                  | 10538-10567            | «Daimler-Benz»      | 1936-1937                  | Друга серія Panzer I Ausf.B         |
| 6 a.Serie La.S.          | 48                  | 12609-12656            | «Хеншель»           | 1936-1937                  | Друга серія Panzer I Ausf.B         |
| 6 a.Serie La.S.          | 34                  | 13567-13600            | «M.A.N.»            | 1936-1937                  | Друга серія Panzer I Ausf.B         |
| 6 a.Serie La.S.          | 34                  | 14687-14720            | «Krupp-Gruson-Werk» | 1936-1937                  | Друга серія Panzer I Ausf.B         |

## Опис конструкції
Компонування танка з заднім розташуванням двигуна і переднім — агрегатів трансмісії, відділення управління об'єднано з бойовим. Екіпаж танка складався з двох осіб — механіка-водія і командира, який також обслуговував баштові кулемети.

### Корпус та башта

Схема бронюванняPanzer I Ausf.A

Pz.Kpfw.I мав рівномірне протикульне бронювання, що давало надійний захист тільки від куль гвинтівок та дрібних осколків снарядів. Корпус танка збирався з катаних листів гомогенної хромонікелевої броньової сталі, товщиною від 5 до 13 мм, твердістю 530 HB. Збирання здійснювалася за допомогою зварювання, з частковим застосуванням підкладного каркаса, що служив для підвищення жорсткості корпусу. Незважаючи на зварену конструкцію, для кріплення окремих деталей та вузлів до корпусу широко застосовувалися також з'єднання за допомогою болтів та заклепок- спочатку з плоскими, на танках пізніх випусків — з конічними кулестійкими голівками.
Корпус танка складався з двох основних частин: «ванни» шасі і «надбудови». Лобова частина «ванни» складається з 13-мм нижнього броньового листа, розташованого під кутом в 25 ° до вертикалі і 8-мм середнього бронеліста, розташованого під кутом в 70 °. Борта «ванни» складаються з цілісних вертикальних 13-мм бронелістов. Кормова частина також складається з 13-мм бронелістов, верхнього та нижнього, розташованих під кутами в 15 ° і 55 °, відповідно. Дно танка захищене 5-мм бронелистом. «Надбудова» корпусу складається з восьмигранної підбаштової коробки, розташованої над бойовим відділенням; та кормової частини, розміщеної над моторним відділенням. Вертикальні поверхні підбаштової коробки складаються з 13-мм бронелістов та розташовані під кутом в 21 °, а її дах- з 8-мм бронеліста. Кормова частина надбудови дещо розрізняється в залежності від модифікації танка. На Pz.Kpfw.I Ausf.A вона складається з 13-мм бортів, розташованих під кутом в 6 °, 13-мм корми, розташованої під кутом в 22 ° і 8-мм даху, що має нахил в 81 °. У Panzer I Ausf.B кормова частина має більшу висоту та інші кути нахилу даху та кормового листа — 87 ° і 0 °, відповідно. У деяких джерелах, втім, вказуються інші товщини броньових листів: 14-мм замість 13-мм для вертикальних поверхонь, 7-мм для даху моторного відділення, а також 18-мм для лобового листа надбудови. Незначним чином у різних джерелах можуть відрізнятися і кути нахилу броньових листів. Бойове відділення відокремлювалося від моторного протипожежною перегородкою.
Одномісна башта Pz.Kpfw.I мала конічну форму і розміщувалася в правій частині бойового відділення на роликовій опорі. Лобова частина башти складалася з 13-мм броньового листа розташованого під кутом в 8 ° до вертикалі та циліндричної кулеметної маски, що складалася з бронеліста змінної товщини: від 15 мм в районі осі проходження кулеметів до 7 мм на краях. Борта та корма башти складалися з 13-мм бронеліста, розташованого під кутом в 22 °, а дах башти складався з 8-мм лобового та кормового бронелістов, розташованих під кутами 81 ° і 90 °, відповідно. Поворот башти здійснювався вручну за допомогою гвинтового механізму, що забезпечував повний поворот башти за 60 оборотів штурвала. Також командир мав можливість, від'єднавши гвинтовий механізм, швидко повертати башту вручну за допомогою рукоятки.
Для посадки та висадки, кожен з членів екіпажу мав індивідуальний люк. Виконаний у формі напів-кола одностворчатий люк командира знаходився на даху башти, також в кришці цього люка був невеликий лючок для прапорцевої сигналізації. Двостворчатий люк механіка-водія розташований на лівому борті корпусу та даху бойового відділення. Також в корпусі танка в районі моторного відділення є численні люки для доступу до рухової установки, а в середньому лобовому листі — люк для доступу до механізму повороту.

### Озброєння

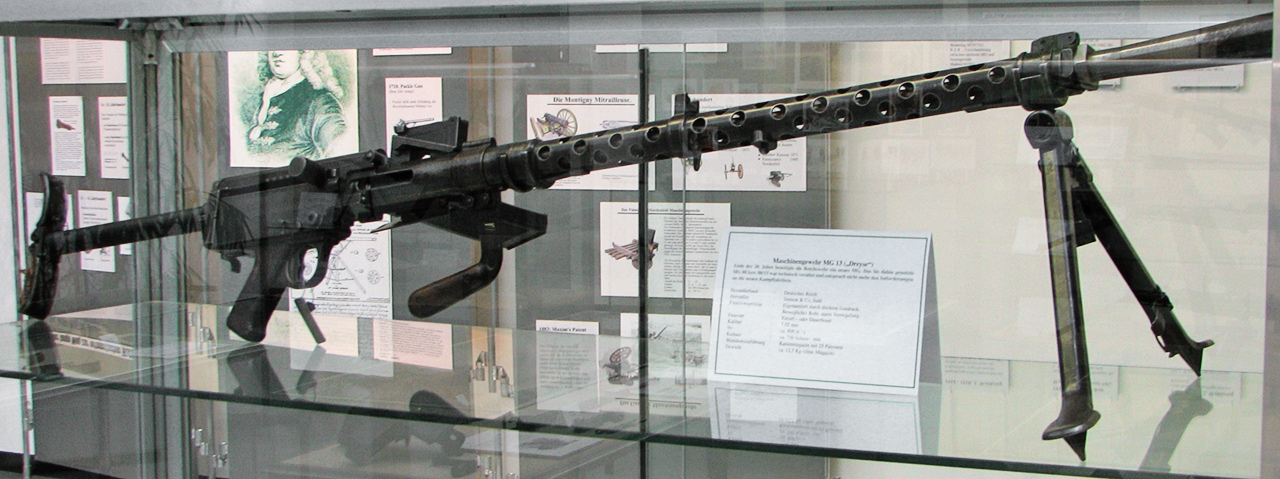
MG-13 в піхотній версії

Озброєння Panzer I складали два 7,92-мм кулемети, MG-13 на Panzer I Ausf.A і Panzer I Ausf. B ранніх випусків і MG-34 на Panzer I Ausf.B пізніх випусків. MG-13 мали скорострільність в 680 пострілів на хвилину та початкову швидкість кулі 890 м/с, у той час як MG-34 відрізнялися підвищеною до 825 пострілів на хвилину скорострільністю, але меншою початковою швидкістю кулі — 750 м/с. Частина танків оснащувалася кулеметами MG-13k, що відрізнялися від MG-13 вкороченим стволом. Кулемети забезпечувалися електроспуском, спускові гачки на їх рукоятках були дубльовані кнопками: на штурвали вертикальної наводки — для лівого кулемета і на штурвали повороту башти — для правого. Боєкомплект кулеметів складався з барабанних магазинів ємністю в 25 патронів, спочатку він становив 61 магазин або 1525 патронів, але з 1936 року був збільшений до 90 магазинів або 2250 патронів.
Кулемети встановлювалися в спареній установці у броньованій масці, що хитається; розміщеної на цапфах в лобової частини башти. Лівий кулемет був жорстко закріплений в броньованій масці, у той час як правий міг зміщуватися щодо нього за допомогою спеціального пристрою. Вертикальна наведення установки, в межах −12 … +18 ° здійснювалася вручну- як гвинтовим механізмом, так і простим її хитанням за допомогою рукояток кулеметів. Для наведення на ціль використовувався телескопічний приціл «Цейсс» TZF2, відкалібрований на дистанції до 800 метрів і мав збільшення 2,5 × при полі зору в 28 °. Крім нього командир міг, при відчинених люках броньової маски, використовувати і прості діоптричні приціли.

### Засоби спостереження та зв'язку
Для спостереження за місцевістю екіпаж Panzer I Ausf.A використовував оглядові лючки із оглядовими щілинами в частині з них. Механік-водій мав у своєму розпорядженні чотири лючки. Один, більшого розміру, із бінокулярними оглядовими щілинами, стояв у лобовому верхньому бронелисті корпусу. Два інших, із одиночними оглядовими щілинами, знаходились у скошених бортових листах, попереду й позаду посадкового люка механіка-водія. Ще один лючок, без оглядової щілини, було розташовано в кормовому листі надбудови. Командир мав для огляду один лючок з оглядовою щілиною в правому лобовому скошеному листі корпусу, а на перших 300 Panzer I Ausf.A також і в правому кормовому скошеному листі. Ще шість лючків розташовувалися у башті: два, без оглядових щілин — по бортах башти; два, з одиночними оглядовими щілинами — у кормовій її частині та ще два, без оглядових щілин — в кулеметній масці. Оглядові щілини в лючках мали ширину 4 мм та мали з-зовні дефлектори для відбиття куль та бризок свинцю. З внутрішнього боку, захист забезпечувався триплексним склоблоком товщиною 12 мм, який міг замінюватися броневою заслінкою. Набір оглядових приладів Panzer I Ausf.B був у цілому ідентичний, відрізняючись лише відсутністю кормового лючка механіка-водія.
Для зовнішнього зв'язку, Panzer I забезпечувалися УКХ-радіоприймачем Fu 2. Радіопередавач мали лише командирські машини, на звичайних танках він був відсутній. Також всі танки забезпечувалися комплектом сигнальних прапорців та ракетницею. Для внутрішнього зв'язку між командиром та механіком-водієм служила переговорна труба.

### Двигун та трансмісія
Однією з головних відмінностей основних модифікацій Panzer I була силова установка. Panzer I Ausf.A оснащувалися оппозитним 4-ох циліндровим карбюраторним двигуном повітряного охолодження моделі «Крупп» M305. Двигун мав робочий об'єм в 3460 см ³ та міг розвивати максимальну потужність, за різними даними, 57 або 60 к. с. при 2500 об/хв. Двигун встановлювався в передній частини моторного відділення по поздовжній осі танка, з боків від нього розташовувалися карбюратори і повітряні фільтри. Паливом для M305 служив етилований бензин із октановим числом 76, два паливних бака, місткістю 72 літри кожен, були розташовані в кормовій частині моторного відділення.
Panzer I Ausf.B оснащувалися рядним 6 — циліндровим карбюраторним двигуном рідинного охолодження моделі «Майбах» NL 38 Tr. При робочому об'ємі в 3800 см ³, він міг розвивати максимальну потужність в 100 л. С. при 3000 об / хв. Розміщення двигуна в моторному відділенні було аналогічно Panzer I Ausf.A, але два паливних бака, загальною місткістю 146 літрів, розташовувались тепер по правому борту корпусу в ізольованому відділенні. Радиатор системи охолодження двигуна та генератор займали ліву частину моторного відділення.
Трансмісія Panzer I розміщувалася в передній частини корпусу та частково — в бойовому відділенні та відділенні управління. До її складу на Panzer I Ausf.A входили:
- Редуктор з передавальним числом 0,763, був з'єднаний безпосередньо з двигуном та служив як для зниження обертів, так і для розміщення карданного валу як- найнижче у бойовому відділенні.
- Карданний вал, що проходив через усе бойове відділення
- Дводисковий головний фрикціон сухого тертя, об'єднаний у спільному блоці з коробкою передач та механізмами повороту
- П'ятишвидкісна (5+1) механічна коробка передач Aphon-Getriebe FG35 з синхронізацією для другої, третьої та четвертої, а на коробках перших серій — також і п'ятої передачі.
- Фрикційної-шестерний механізм повороту з стрічковими гальмами
- Однорядні бортові передачі

Трансмісія Panzer I Ausf.B була в цілому схожа з Ausf.A, відрізняючись однак відсутністю редуктора та іншої коробкою передач — Aphon-Getriebe FG31, синхронізованою на другий — п'ята передачах.

### Ходова частина
Ходова частина Panzer I Ausf.A щодо одного борту складалася з: здвоєного ведучого колеса, чотирьох одиночних обгумованих опорних котків діаметром 530 мм, обгумованого лінивця, який був опущений на землю та грав роль п'ятого опорного котка, та трьох малих обгумованих підтримуючих котків. Опорні котки та лінивець — литі; опорні котки — алюмінієві, лінивець — сталевий. Підвіска опорних котків — змішана. Перший опорний коток підвішений індивідуально, на балансир, з'єднаний з пружиною та гідравлічним амортизатором. Другий та третій опорні котки, а також четвертий опорний коток та лінивець- зблоковані попарно у візках з підвіскою на листових ресорах.
Оскільки на Panzer I Ausf.B корпус танка був подовжений, а також для поліпшення характеристик підвіски, в неї були додані п'ятого опорний та четвертий підтримучий котки. П'ятий опорний коток замінив в системі підвіски лінивець, який був піднятий з ґрунту і замінений новим, меншого діаметра і необгумованим.
Гусениці Panzer I — цівкового зачеплення, дрібноланкові, двогребневі, складалися з литих траків Kgs. 67 280-90 шириною 260 мм із кроком 91 мм.

## Збережені екземпляри
До нашого часу збереглось дуже небагато екземплярів основного танку Panzer I та ще менше — машин, створених на його основі:
- Panzer I Ausf.A — Військовий музей, Осло, Норвегія
- Panzer I Ausf.A — Танковий музей, Стренгнес, Швеція (Колишній експонат музею в Аксваллі)
- Panzer I Ausf.A — Танковий музей, Мунстер (Нижня Саксонія), Німеччина
- Panzer I Ausf.A — Військовий музей «El Goloso», Мадрид, Іспанія
- Panzer I Ausf.A — Приватна колекція Жака Літтлфілда, Портола, США
- Panzer I Ausf.B — Військовий музей «El Goloso», Мадрид, Іспанія
- Panzer I Ausf.B — Військово-Історичний музей, Кубінка, Росія
- Panzer I Ausf.B — Форт-Лі, США (Колишній експонат Абердинського полігону)
- Panzer I Ausf.B — Штаб військового центру «San Clemente», Жерона, Іспанія
- Panzer I Ausf.F (VK1801) — Військовий музей, фортеця Калемегдан, Белград, Сербія
- Panzer I Ausf.F (VK1801) — Військово-Історичний музей, Кубінка, Росія
- Kleiner Panzerbefehlswagen Ausf.B — Танковий музей Бовінгтон, Дорсет, Велика Британія
- Panzerjäger I — Техніко-Історичний музей, Кобленц, Німеччина